# Chrystalla Kyriakou
Chrystalla Kyriakou (* 4. Oktober 1996) ist eine zyprische Leichtathletin, die sich auf den Hammerwurf spezialisiert hat.

## Sportliche Laufbahn
Erste internationale Erfahrungen sammelte Chrystalla Kyriakou im Jahr 2013, als sie bei den Jugendweltmeisterschaften in Donezk mit einer Weite von 60,39 m mit dem leichteren 3-kg-Hammer in der Qualifikationsrunde ausschied. Im Jahr darauf gewann sie bei den Junioren-Balkan-Meisterschaften in Serres mit 52,16 m die Bronzemedaille, wie auch bei den Junioren-Balkan-Meisterschaften in Pitești mit 53,67 m. Daraufhin verpasste sie bei den Junioreneuropameisterschaften in Eskilstuna mit 54,88 m den Finaleinzug. 2017 schied sie bei den U23-Europameisterschaften in Bydgoszcz mit 57,62 m in der Qualifikationsrunde aus und im Jahr darauf belegte sie bei den U23-Mittelmeer-Meisterschaften in Jesolo mit 60,94 m den vierten Platz, ehe sie bei den Mittelmeerspielen in Tarragona mit 58,82 m auf Rang neun gelangte. 2022 klassierte sie sich bei den Balkan-Meisterschaften in Craiova mit 61,31 m auf dem achten Platz und gelangte anschließend bei den Mittelmeerspielen in Oran mit 61,12 m auf Rang elf, wie auch bei den Commonwealth Games im August mit 60,97 m.
In den Jahren von 2017 bis 2022 wurde Kyriakou zyprische Meisterin im Hammerwurf.